# Guadaletin
Guadaletin – niewielka rzeka o długości 121 km położona w Hiszpanii w prowincjach Almería, Andaluzja i Murcja. Jest dopływem Segury.